# Anaulacomera subinermis
Anaulacomera subinermis är en insektsart som först beskrevs av Andrew Nelson Caudell 1906.  Anaulacomera subinermis ingår i släktet Anaulacomera och familjen vårtbitare. Inga underarter finns listade i Catalogue of Life.